# Tyler Goodrham
Tyler Charlie Goodrham, né le 7 août 2003 à High Wycombe en Angleterre, est un footballeur britannique et irlandais qui joue au poste de milieu de terrain ou d'ailier à Oxford United.

## Biographie

### En club
Le 12 novembre 2019, après avoir été formé à Oxford United, Goodrham fait ses débuts avec le club lors d’une victoire 4-1 en EFL Trophy contre Crawley Town, devenant à cette occasion le plus jeune joueur de l’histoire d’Oxford, à 16 ans et 98 jours. En septembre 2021, il connaît un premier prêt en équipe senior en rejoignant Hayes & Yeading United, évoluant en Southern Football League Premier Division South (7e division). Il est rappelé le 18 novembre suivant après un prêt réussi, marqué par une qualification au premier tour de FA Cup et un bon classement en championnat.
Le 16 décembre 2021, Goodrham est de nouveau prêté, cette fois pour un mois à Slough Town, en National League South (6e division).
Le 6 août 2022, il dispute sa première rencontre de League One (3e division) avec Oxford, entrant en jeu en fin de match contre Cambridge United. Il marque ce jour-là le but de la victoire pour Oxford dans les arrêts de jeu.

### En sélections nationales
Né en Angleterre, Goodrham est également éligible pour représenter la République d'Irlande.
C'est avec l'équipe d'Irlande espoirs qu'il est appelé fin août 2023 pour deux matchs de qualification pour le championnat d'Europe espoirs 2023 contre la Turquie et Saint-Marin. Il ne participe finalement pas à ces matchs, écarté du groupe pour blessure.